# Pierre-Levée
Pierre-Levée település Franciaországban, Seine-et-Marne megyében. Lakosainak száma 474 fő (2022. január 1.). Pierre-Levée Giremoutiers, La Haute-Maison, Jouarre, Saint-Jean-les-Deux-Jumeaux, Signy-Signets és Villemareuil községekkel határos.

## Népesség
A település népességének változása:
| Lakosok száma | 483  | 487  | 485  | 470  | 468  | 463  | 461  | 467  | 474  |
|               | 2013 | 2015 | 2016 | 2017 | 2018 | 2019 | 2020 | 2021 | 2022 |